# Isla de Navidad
La Isla de Navidad, oficialmente administrada como Territorio de la Isla de Navidad (en inglés: Territory of Christmas Island ), es un territorio externo de Australia sin autogobierno en el océano Índico, a 2360 kilómetros al noroeste de Perth, en el estado de Australia Occidental, a 360 kilómetros al sur de Yakarta, la capital de Indonesia y a 975 kilómetros de las Islas Cocos. En la isla viven unas 1500 personas, divididas en poblados en el extremo septentrional de la misma. Los asentamientos se llaman: Silver City, Kampong, Poon Saan y Drumsite. Abarca un área emergida de 135 km², siendo su capital administrativa la localidad llamada Flying Fish Cove «(The Settlement)» (La Colonia).
El aislamiento geográfico de la isla y una muy escasa perturbación humana han permitido el desarrollo y perduración hasta nuestros días de altos niveles de endemia en su flora y fauna, lo cual es de especial interés de científicos y naturalistas.
El fosfato originalmente depositado mediante la acumulación de organismos marinos muertos (no guano como a menudo se piensa), fue extraído de la isla durante muchos años. El 63 % de su superficie es parque nacional.

## Etimología
El nombre de la isla le fue dado por el capitán británico William Mynors, quien a bordo del Royal Mary llegó a la isla en 1643, el 25 de diciembre, el día de Navidad (en inglés Christmas Day).

## Historia
Visitadas por los navegantes malayos desde tiempos remotos, los navegantes ingleses y neerlandeses la incluyeron en sus mapas a comienzos del siglo XVII, y el Capitán William Mynors de la East India Ship Company, al mando de la Royal Mary, llegó el día de Navidad de 1643, de ahí el nombre de Christmas Island. Pese a que se realizaron varias visitas posteriormente, el primer intento de explorarla fue en 1857 por la tripulación de la HMS Amethyst. Ellos trataron de llegar a la cima de la isla, pero se encontraron acantilados intransitables.
Durante el periodo 1872-76 el naturalista John Murray realizó revisiones extensas.
En 1887, el Capitán Maclear del HMS Flying Fish, habiendo descubierto un fondeadero en una bahía al que llamó Flying Fish Cove, hizo una pequeña pero interesante colección de la flora y la fauna. El año siguiente, Pelham Aldrich, a bordo del HMS Egeria, que visitó durante diez días, acompañado por J. J. Lister, reunió una colección más grande de especímenes biológicos y mineralógicos.
Poco después, fue establecido un pequeño asentamiento en Flying Fish Cove por Clunies G. Ross, el dueño de las Islas Keeling (unos 900 kilómetros al suroeste) para recoger la madera y suministros para la industria creciente en Islas Cocos.
En 1888 los hermanos Clunies-Ross fundaron un asentamiento para recoger madera y otros productos con destino a la creciente economía de las Islas Cocos. Ese año se descubrieron importantes yacimientos de fosfato, lo que provocó la inmediata anexión de la isla por el Reino Unido. Se inició la explotación con coolies, trabajadores llegados de Malasia, China y Singapur. En 1889 la administración colonial inglesa se ejercía dentro de la llamada Colonia de los Estrechos (o Colonias de los Estrechos), en 1900 la administración colonial inglesa se efectuó desde Singapur.
La Segunda Guerra Mundial provocó la invasión japonesa en 1942. A su término, la derrota japonesa devolvió la soberanía británica, al cesar el control efectivo del Reino Unido sobre Singapur y Malaysia el territorio de la isla de Navidad quedó como posesión colonial inglesa el 1 de enero de 1958. A petición de Australia, el Reino Unido transfirió la soberanía a Australia, el 1 de octubre de ese mismo año, el gobierno australiano pagó al gobierno de Singapur £2,9 millones en concepto de indemnización, una cifra basada principalmente en un valor estimado de las pérdidas de fosfato de Singapur.
A fines del siglo XX los dos tercios de la población era de origen chino. Los años 1980, 1990 y los primeros años del siglo XXI vieron la llegada de cientos de precarias embarcaciones con peticionarios de asilo, procedentes de países del centro y sudeste de Asia - Afganistán, Sri Lanka, etc.
Este archipiélago, al igual que el adyacente de las islas Cocos, ha sido reivindicado infructuosamente por Indonesia desde 1947.

### Detención de refugiados e inmigrantes

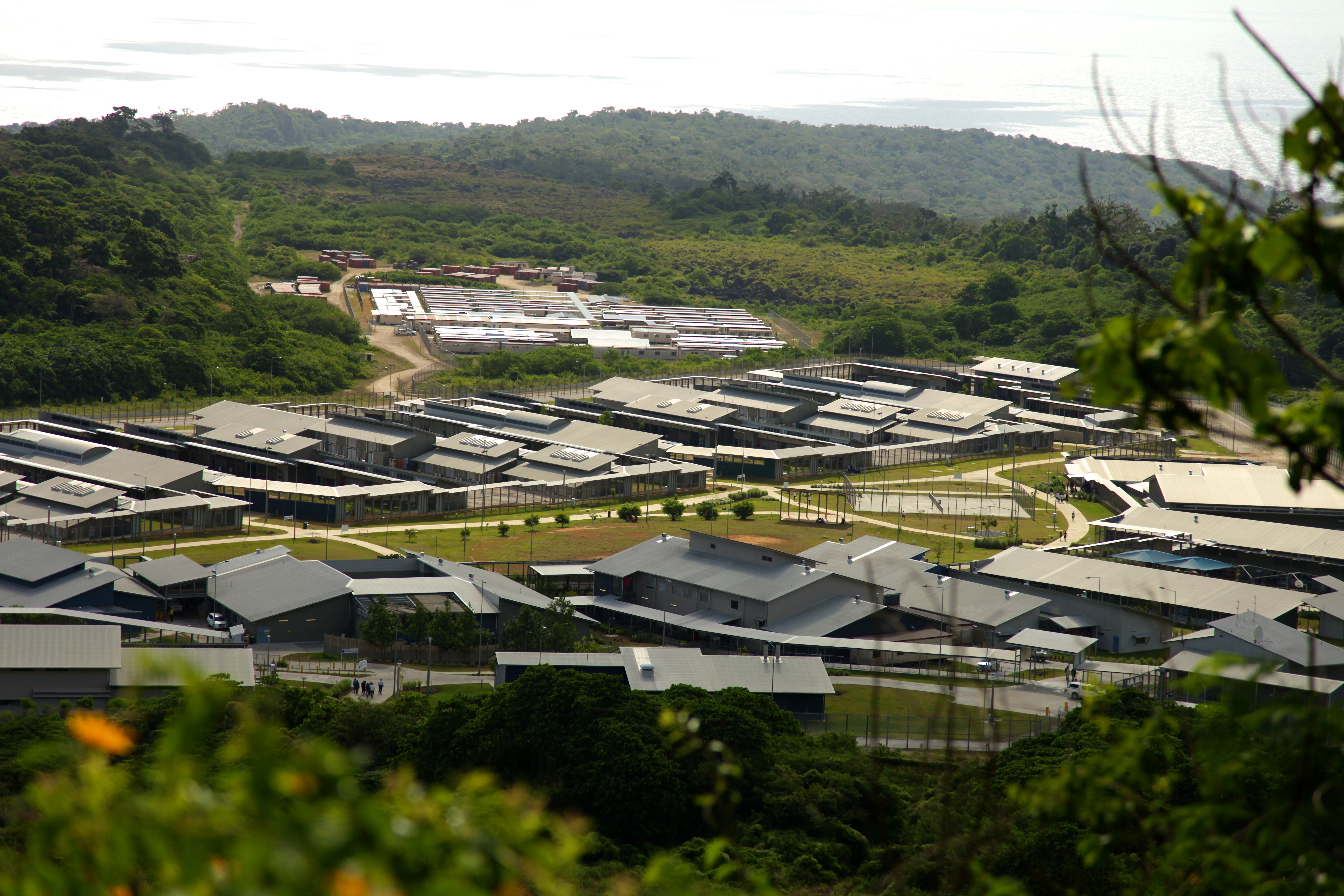
Centro de Detención de Inmigrantes de la Isla de Navidad.

Desde finales de la década de 1980 y comienzos de los años 1990, la isla fue el destino elegido por numerosos botes transportando personas en busca de asilo principalmente provenientes de Indonesia. En el 2001, en la Isla Navidad tuvo lugar la denominada controversia del Tampa, cuando el gobierno australiano evitó que el buque noruego MV Tampa desembarcara en la Isla Navidad a 438 personas en busca de asilo que había rescatado en alta mar. El incidente y el debate político que se generó a partir de él fue un elemento importante en las elecciones federales australianas del año 2001.
Otro buque cargado de personas que pedían asilo fue enviado desde la Isla Navidad a Papúa Nueva Guinea para gestionar los trámites inmigratorios, luego de que se declaró que una cantidad de adultos que solicitaban asilo habían arrojado a sus niños al agua, aparentemente como señal de protesta por ser rechazados. Posteriormente se demostró que esta aseveración era falsa. Finalmente, muchos de los refugiados fueron aceptados en Nueva Zelanda.
Luego el gobierno de Howard hizo aprobar legislación por el Parlamento de Australia que separaba a la Isla Navidad de la "zona de inmigración Australiana", significando esta medida que aquellas personas en busca de asilo que desembarcaran en la Isla Navidad no podían solicitar automáticamente ante el gobierno Australiano que se les concediera la condición de refugiados. De esta forma la Armada Real Australiana quedaba autorizada a reubicar a los que desembarcaran allí en otros países (la isla Manus en Papúa Nueva Guinea, y Nauru) en lo que se denominó la Solución Pacífica. En el 2006 se construyó el centro de Detención de Inmigrantes de la Isla Navidad con una capacidad de 800 camas.
En el 2007, el gobierno de Rudd anunció planes para cerrar los centros en las islas de Manus y Nauru; por lo que el papeleo se realizará en la Isla de Navidad.

## Gobierno

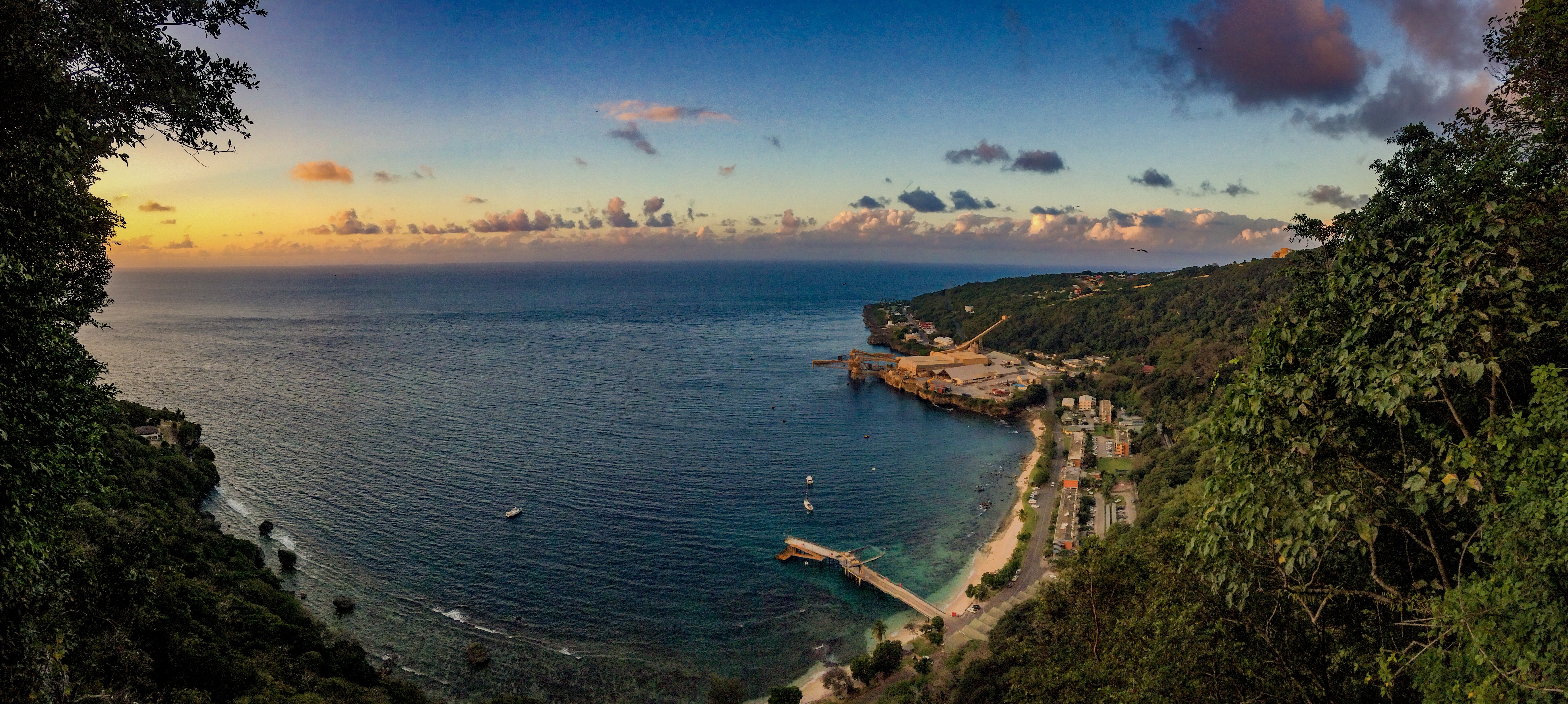
Flying Fish Cove es la sede del Gobierno de la Isla

La Isla de Navidad es un territorio no autónomo de Australia, administrado por el departamento del procurador general de la Mancomunidad (antes de 29 de noviembre de 2007 la administración la llevaba a cabo el Ministerio de Transporte y los servicios regionales). El sistema legislativo está bajo el gobernador general de Australia y de la ley australiana. Un administrador (Neli Lucas, desde el 28 de enero de 2006), designado por el gobernador, representa al monarca y a Australia.
El gobierno australiano proporciona los servicios gubernamentales del Commonwealth con la administración de la Isla de Navidad y el departamento de infraestructura. No hay gobierno estatal; en lugar, el tipo de servicios del gobierno estatal es proporcionada por los contratistas, incluyendo departamentos del gobierno australiano occidental. Un condado unicameral de la Isla de Navidad con 9 asientos proporciona los servicios gubernamentales locales y es elegido por voto popular para servir términos de cuatro años. Las elecciones se celebran cada dos años, con mitad de los miembros que se colocan para la elección.
La Isla de Navidad está integrada, electoralmente hablando, dentro de la División electoral de Lingiari, una de las dos (junto con la División electoral de Solomon) en que se divide el Territorio del Norte.

### Política federal
Los residentes de la Isla de Navidad son ciudadanos australianos y votan en las elecciones federales de Australia. A pesar de estar más cerca de Australia Occidental y de que el Gobierno de Australia Occidental presta servicios según lo establecido en la Ley de la Isla de Navidad, los residentes de la Isla de Navidad están representados en la Cámara de Representantes por la División de Lingiari en el Territorio del Norte y en el Senado por los senadores del Territorio del Norte. En las elecciones federales de 2019, el Partido Laborista recibió mayoría de los electores de la Isla de Navidad tanto en la Cámara de Representantes como en el Senado.
Para 2020, las mujeres ocupaban dos de los nueve escaños del Consejo de la Comarca de la Isla de Navidad. Su segunda presidenta fue Lillian Oh, de 1993 a 1995.

### Bandera
A principios de 1986, la Asamblea de la Isla de Navidad convocó un concurso de diseño para una bandera de la isla; el diseño ganador se adoptó como bandera informal del territorio durante más de una década, y en 2002 se convirtió en la bandera oficial de la Isla de Navidad.

## Geografía

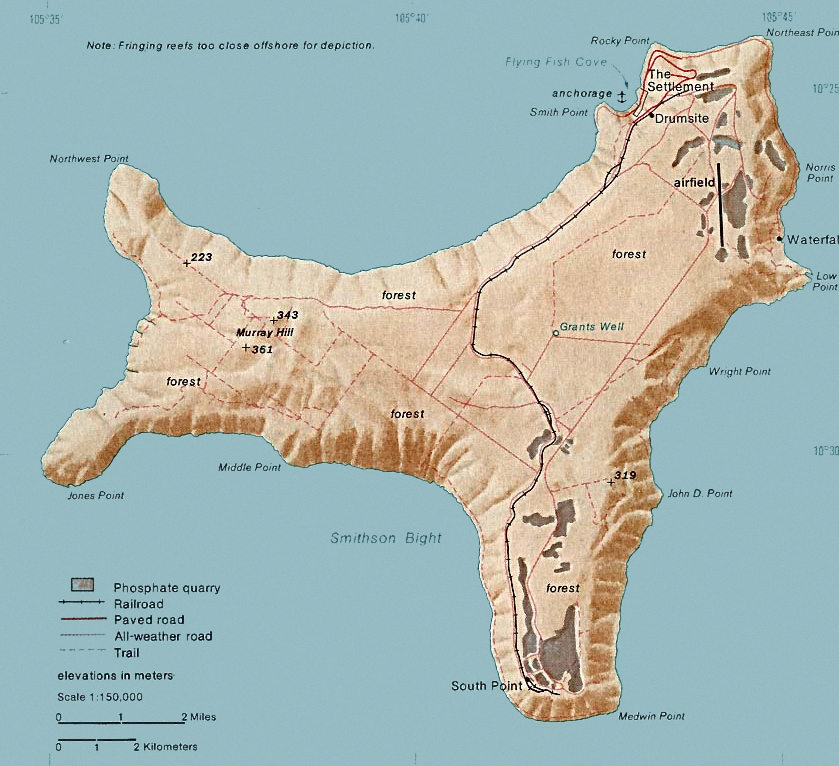
Mapa de la isla de Navidad realizado por la CIA en el año 1976, en el que se destacan los principales elementos geográficos de la isla.

Situada en las coordenadas 10°30′00″S 105°40′00″E / -10.5, 105.666667, su forma es de un cuadrilátero con lados huecos con aproximadamente 19 kilómetros de largo máximo y 14,5 kilómetros en su parte más ancha. La superficie es de 135 kilómetros cuadrados con 138,9 kilómetros de costa. La isla es la cumbre de una montaña submarina de más de 4500 metros de altitud, con una profundidad de la plataforma desde la que se eleva de 4200 metros y una altitud sobre el nivel del mar de más de 300 metros. La montaña fue originalmente un volcán, con roca basáltica expuesta en lugares como La playa Dolly Dales, aunque la mayor parte de la superficie es de roca caliza derivada del crecimiento de corales durante millones de años.
Hay acantilados escarpados a lo largo de gran parte de la costa que se elevan abruptamente a una meseta central. La mayor elevación de la isla es el Murray Hill de 361 metros sobre el nivel del mar.

### Clima
El clima es tropical, con calor y humedad moderados por los vientos alisios.
| Parámetros climáticos promedio Isla de Navidad-Sonic Zone | Parámetros climáticos promedio Isla de Navidad-Sonic Zone | Parámetros climáticos promedio Isla de Navidad-Sonic Zone | Parámetros climáticos promedio Isla de Navidad-Sonic Zone | Parámetros climáticos promedio Isla de Navidad-Sonic Zone | Parámetros climáticos promedio Isla de Navidad-Sonic Zone | Parámetros climáticos promedio Isla de Navidad-Sonic Zone | Parámetros climáticos promedio Isla de Navidad-Sonic Zone | Parámetros climáticos promedio Isla de Navidad-Sonic Zone | Parámetros climáticos promedio Isla de Navidad-Sonic Zone | Parámetros climáticos promedio Isla de Navidad-Sonic Zone | Parámetros climáticos promedio Isla de Navidad-Sonic Zone | Parámetros climáticos promedio Isla de Navidad-Sonic Zone | Parámetros climáticos promedio Isla de Navidad-Sonic Zone |
| Mes                                                       | Ene.                                                      | Feb.                                                      | Mar.                                                      | Abr.                                                      | May.                                                      | Jun.                                                      | Jul.                                                      | Ago.                                                      | Sep.                                                      | Oct.                                                      | Nov.                                                      | Dic.                                                      | Anual                                                     |
| --------------------------------------------------------- | --------------------------------------------------------- | --------------------------------------------------------- | --------------------------------------------------------- | --------------------------------------------------------- | --------------------------------------------------------- | --------------------------------------------------------- | --------------------------------------------------------- | --------------------------------------------------------- | --------------------------------------------------------- | --------------------------------------------------------- | --------------------------------------------------------- | --------------------------------------------------------- | --------------------------------------------------------- |
| Temp. máx. abs. (°C)                                      | 30.6                                                      | 31.5                                                      | 31.5                                                      | 31.4                                                      | 30.0                                                      | 29.4                                                      | 28.8                                                      | 29.5                                                      | 30.9                                                      | 31.4                                                      | 31.8                                                      | 31.2                                                      | 31.8                                                      |
| Temp. máx. media (°C)                                     | 27.9                                                      | 27.9                                                      | 28.2                                                      | 28.2                                                      | 27.8                                                      | 27.0                                                      | 26.2                                                      | 26.0                                                      | 26.2                                                      | 26.8                                                      | 27.2                                                      | 27.7                                                      | 27.3                                                      |
| Temp. media (°C)                                          | 25.4                                                      | 25.4                                                      | 25.4                                                      | 25.4                                                      | 25.4                                                      | 25.5                                                      | 25.4                                                      | 25.4                                                      | 25.4                                                      | 25.4                                                      | 25.5                                                      | 25.4                                                      | 25.4                                                      |
| Temp. mín. media (°C)                                     | 22.6                                                      | 22.6                                                      | 23.0                                                      | 23.5                                                      | 23.8                                                      | 23.2                                                      | 22.5                                                      | 22.2                                                      | 22.2                                                      | 22.6                                                      | 22.8                                                      | 22.5                                                      | 22.8                                                      |
| Temp. mín. abs. (°C)                                      | 18.8                                                      | 18.4                                                      | 18.6                                                      | 18.3                                                      | 19.3                                                      | 14.1                                                      | 16.2                                                      | 17.7                                                      | 16.7                                                      | 18.2                                                      | 18.0                                                      | 18.0                                                      | 14.1                                                      |
| Precipitación total (mm)                                  | 293.6                                                     | 384.4                                                     | 290.9                                                     | 221.8                                                     | 176.7                                                     | 155.8                                                     | 96.9                                                      | 43.1                                                      | 45.9                                                      | 67.3                                                      | 148.1                                                     | 210.7                                                     | 2135.2                                                    |
| Días de precipitaciones (≥ )                              | 18.7                                                      | 19.7                                                      | 21.4                                                      | 18.1                                                      | 16.3                                                      | 14                                                        | 12.3                                                      | 10                                                        | 8.7                                                       | 8.6                                                       | 12.1                                                      | 14.7                                                      | 174.6                                                     |
| Fuente: Oficina de Meteorología de Australia, 2011.       |                                                           |                                                           |                                                           |                                                           |                                                           |                                                           |                                                           |                                                           |                                                           |                                                           |                                                           |                                                           |                                                           |

### Playas

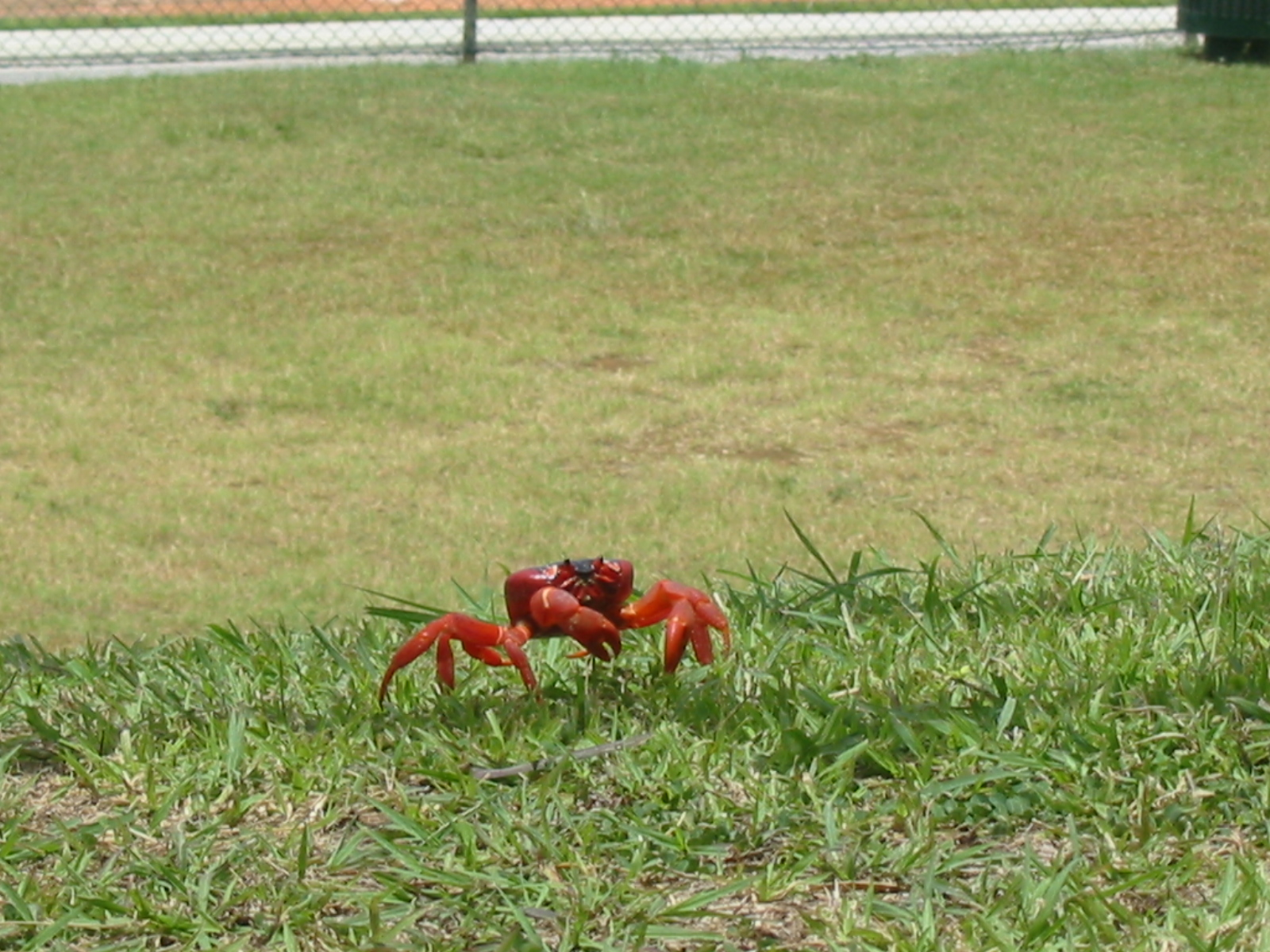
Cangrejo rojo de la isla de Navidad.

La isla de Navidad tiene 80 kilómetros de costa, pero sólo algunas partes son fácilmente accesibles. El perímetro de la isla está formado por afilados acantilados, lo que dificulta el acceso a muchas de sus playas. Algunas de las playas de fácil acceso son Flying Fish Cove (playa principal), Lily Beach, Ethel Beach e Isabel Beach, mientras que las de más difícil acceso son Greta Beach, Dolly Beach, Winifred Beach, Merrial Beach y West White Beach, que son accesibles con un vehículo con tracción a cuatro ruedas y una difícil caminata a través de la densa selva tropical.

### Flora y fauna

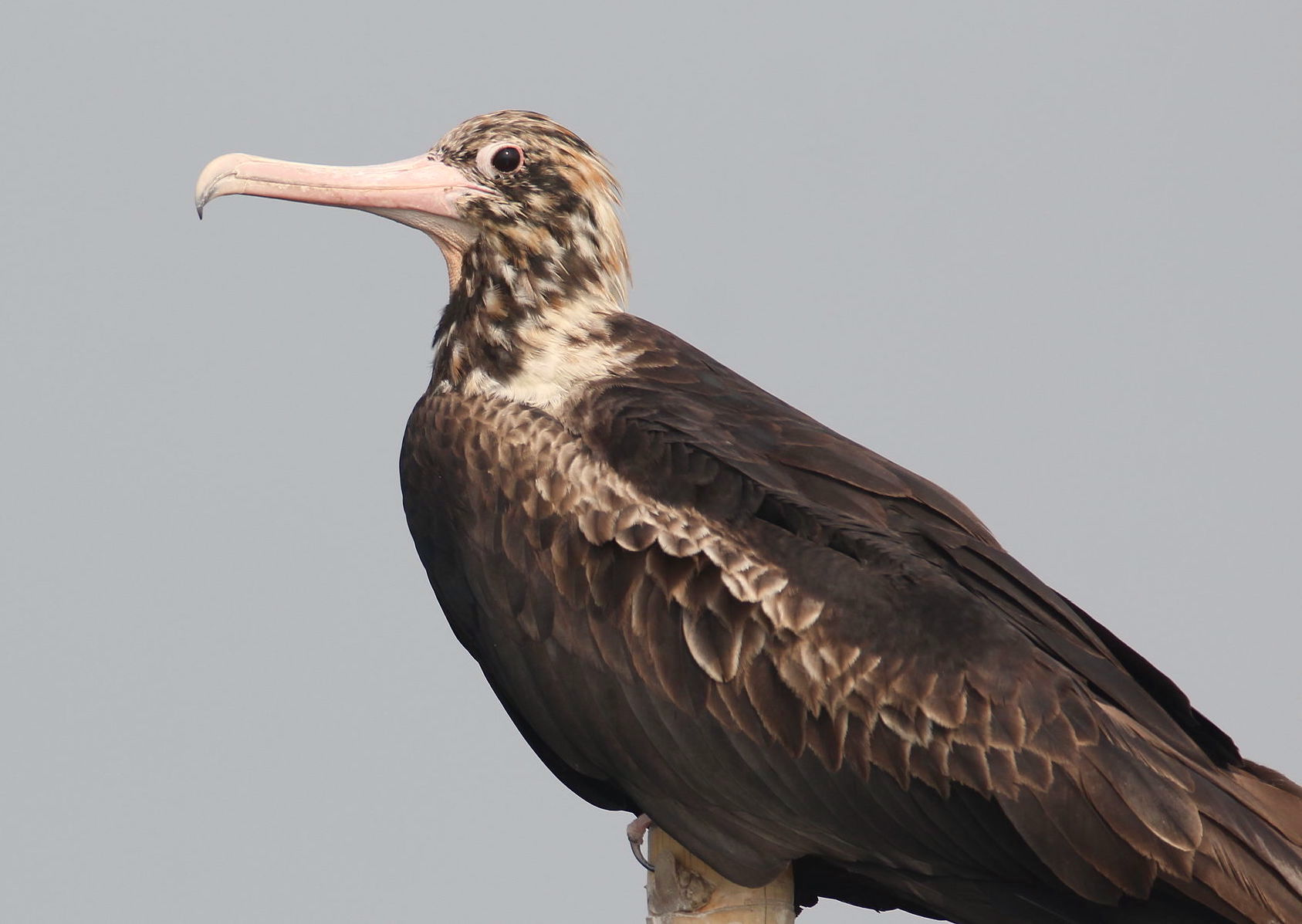
Rabihorcado de la isla de Navidad.

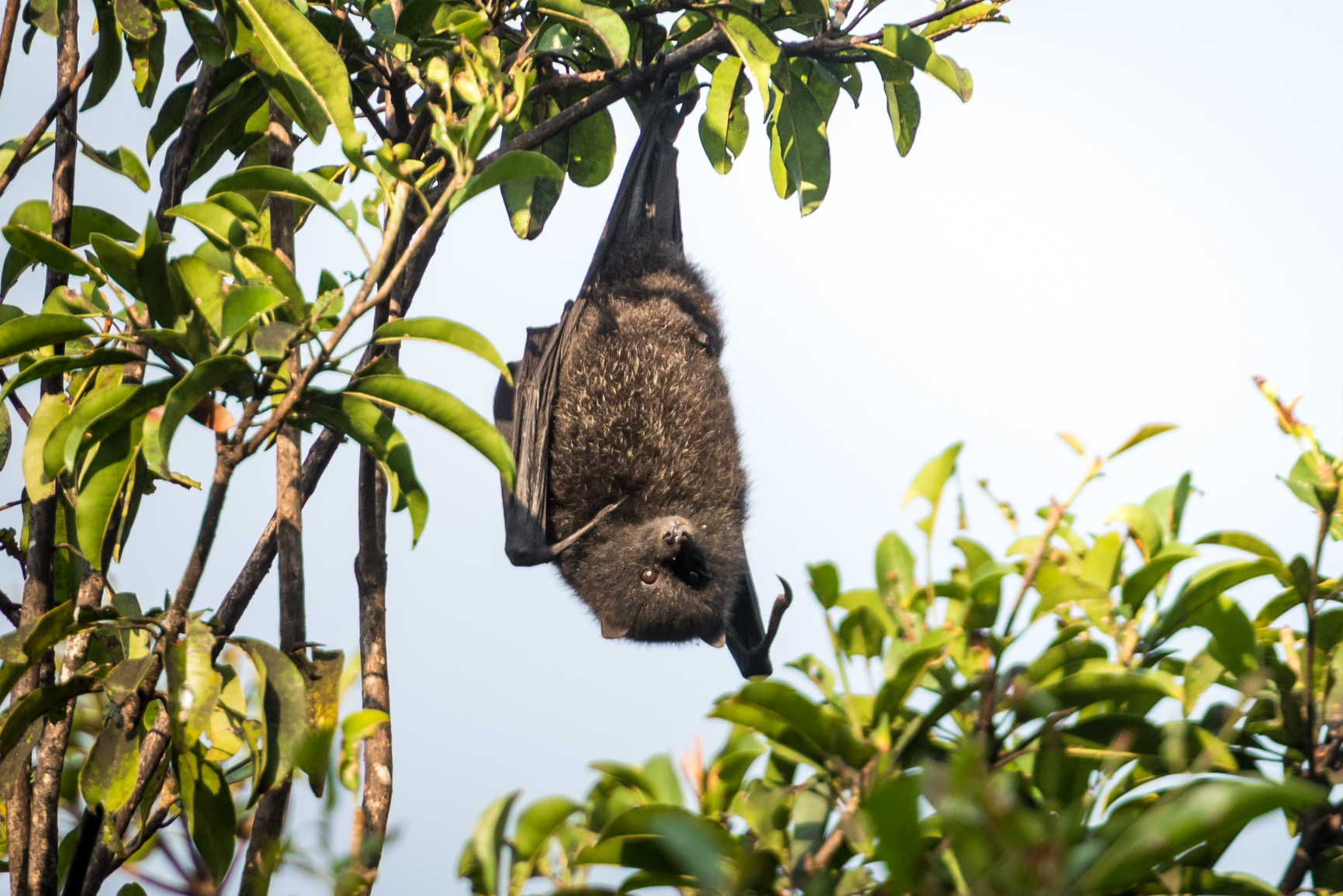
Pteropus natalis, el último mamífero de la isla

La Isla de Navidad tiene una inmensa importancia científica. Al estar deshabitada hasta finales del siglo XIX, existen allí especies únicas tanto de fauna como de flora que se han desarrollado de forma independiente y sin interferencia humana. Dos especies de ratas nativas, la Rata Maclear (Rattus macleari) y la Bulldog (Rattus nativitatis), se extiguieron a raíz de que la isla fue colonizada. La musaraña endémica (Crocidura trichura) no ha sido vista desde mediados de los años 1980 y puede estar ya extinta. El murciélago de la Isla de Navidad (Pipistrellus murrayi), un pequeño murciélago local, ya extinto.El zorro volador de la isla de Navidad (Pteropus natalis), el último de los mamíferos endémicos de la isla. Dos tercios de la isla han sido declarados parque nacional, que es administrado por el Departamento Australiano de Medio Ambiente y Patrimonio a través de "Parques Australia".
Una densa selva tropical se ha desarrollado en los suelos profundos de la meseta y en las terrazas. Los bosques tienen 25 especies de árboles. Helechos, orquídeas y enredaderas crecen en las ramas de la atmósfera húmeda que hay debajo del dosel arbóreo. Se han catalogado 135 especies vegetales, 16 de las cuales solo se encuentran en la Isla Navidad.
La migración anual en masa del cangrejo rojo (Gecarcoidea natalis) (alrededor de 100 millones de individuos) a la mar para desovar se ha descrito como una de las maravillas del mundo natural, y tiene lugar cada año alrededor de noviembre, después del inicio de la temporada de lluvias y en sincronización con el ciclo lunar.
Los cangrejos de tierra y las aves marinas son los animales más notables en la isla. Se han identificado veinte especies terrestres de cangrejos (de los cuales trece son considerados como verdaderos cangrejos de tierra, que solo dependen de los océanos para su desarrollo larval). El cangrejo ladrón, también conocido como cangrejo de los cocoteros, habita en grandes cantidades en la isla.
La Isla de Navidad es un punto focal para aves marinas de diversas especies. Ocho especies o subespecies de aves marinas anidan en la isla. La más numerosa es el piquero patirrojo, que anida en colonias, en árboles, en muchas partes de la costa. El bosque de la Isla de Navidad es el único hábitat de anidación del piquero de Abbott o alcatraz de Abbott en el mundo.
De las diez especies de aves terrestres nativas y aves playeras, siete son especies o subespecies endémicas. Esto incluye al tordo de Isla de Navidad (Turdus poliocephalus erythropleurus) y la dúcula de la Isla de Navidad (Ducula whartoni). Se han descrito 86 especies de aves migratorias como visitantes temporales a la isla.
También se conocen varias especies endémicas de invertebrados; entre ellas destacan seis de mariposasː Papilio memnon, Appias olferna, Polyura andrewsi, Jamides bochus, Zizina otis y Eurema blanda.

## Economía
La explotación minera de fosfato había sido la única actividad económica importante; fue cerrada en diciembre de 1987 por el gobierno australiano. En 1991 la mina fue reabierta por un consorcio que incluía como accionistas a muchos de los antiguos trabajadores de la mina. En 1993, con la ayuda del gobierno, se abrió un casino que costó 34 millones de dólares, y fue cerrado en 1998, situación que se mantiene. El gobierno australiano acordó apoyar en 2001 la creación de una base espacial comercial en la isla; aún no ha sido construida. El gobierno de Howard construyó en la isla en 2001 un centro de retención temporal para la inmigración.
La emisión de sellos postales, principalmente destinada al coleccionismo filatélico, es también una importante fuente de ingresos para su economía.

### Turismo

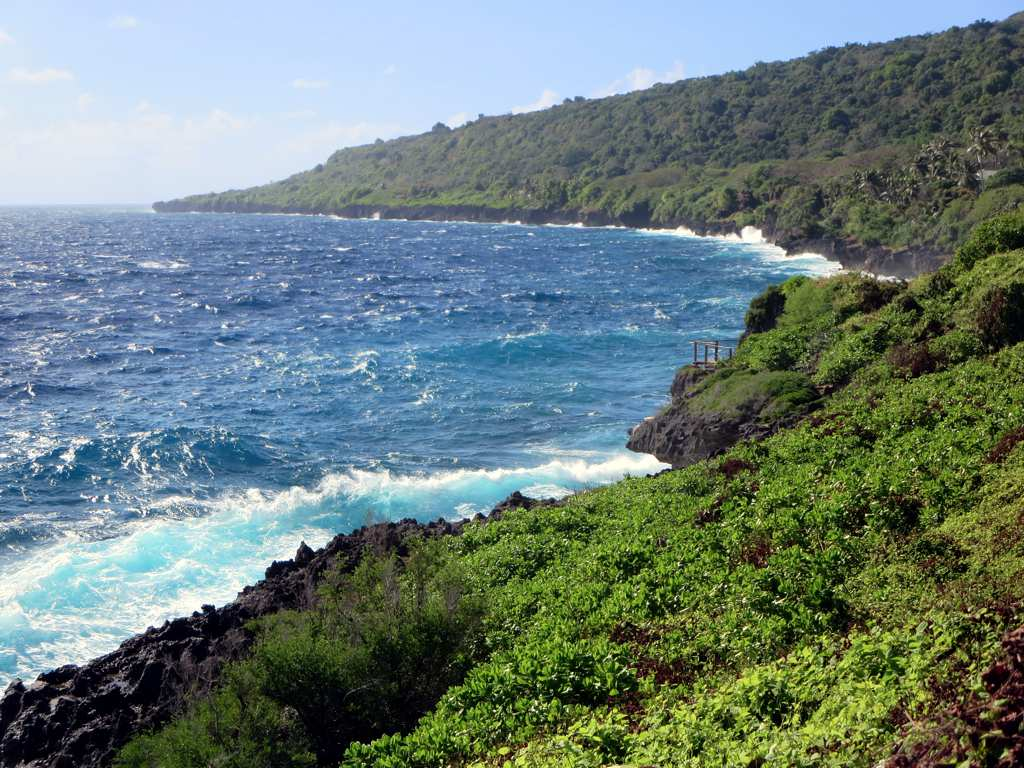
North East Point, Isla de Navidad

La isla de Navidad es conocida por su diversidad biológica. Hay muchas especies raras de animales y plantas en la isla, lo que hace que el paseo por la naturaleza sea una actividad popular. Junto con la diversidad de especies, existen muchos tipos diferentes de cuevas, como cuevas de meseta, cuevas costeras, cuevas costeras elevadas y alcobas, cuevas marinas, cuevas de fisura, cuevas de colapso y cuevas de basalto; la mayoría de ellas están cerca del mar y se han formado por la acción del agua. En total, hay unas 30 cuevas en la isla, siendo las más conocidas la cueva del Lago Perdido, la cueva de Daniel Roux y la cueva de Full Frontal. Entre los numerosos manantiales de agua dulce se encuentra el de Hosnies Spring, que también cuenta con un manglar.
El Dales es un bosque tropical en la parte occidental de la isla y consta de siete valles profundos, todos ellos formados por arroyos de manantial. La cascada Hugh's Dale forma parte de esta zona y es una atracción popular. La migración anual de cría de los cangrejos rojos de la isla de Navidad es un acontecimiento popular.
La pesca es otra actividad habitual. Hay muchas especies distintas de peces en los océanos que rodean la isla de Navidad. El snorkel y la natación en el océano son otras dos actividades muy populares. Las rutas de senderismo también son muy populares, ya que hay muchos senderos hermosos rodeados de una flora y fauna extravagantes. El 63% de la isla es un parque nacional, lo que la convierte en una de las principales atracciones de la visita.

## Transporte

### Ferrocarriles
En la isla solo hay un ferrocarril. Tiene 18 km de recorrido. Fue construido en 1914. Va desde Flying Fish Cove hasta la mina de fosfato. El gobierno australiano lo cerró en diciembre de 1987. Se conserva intacto en gran medida.

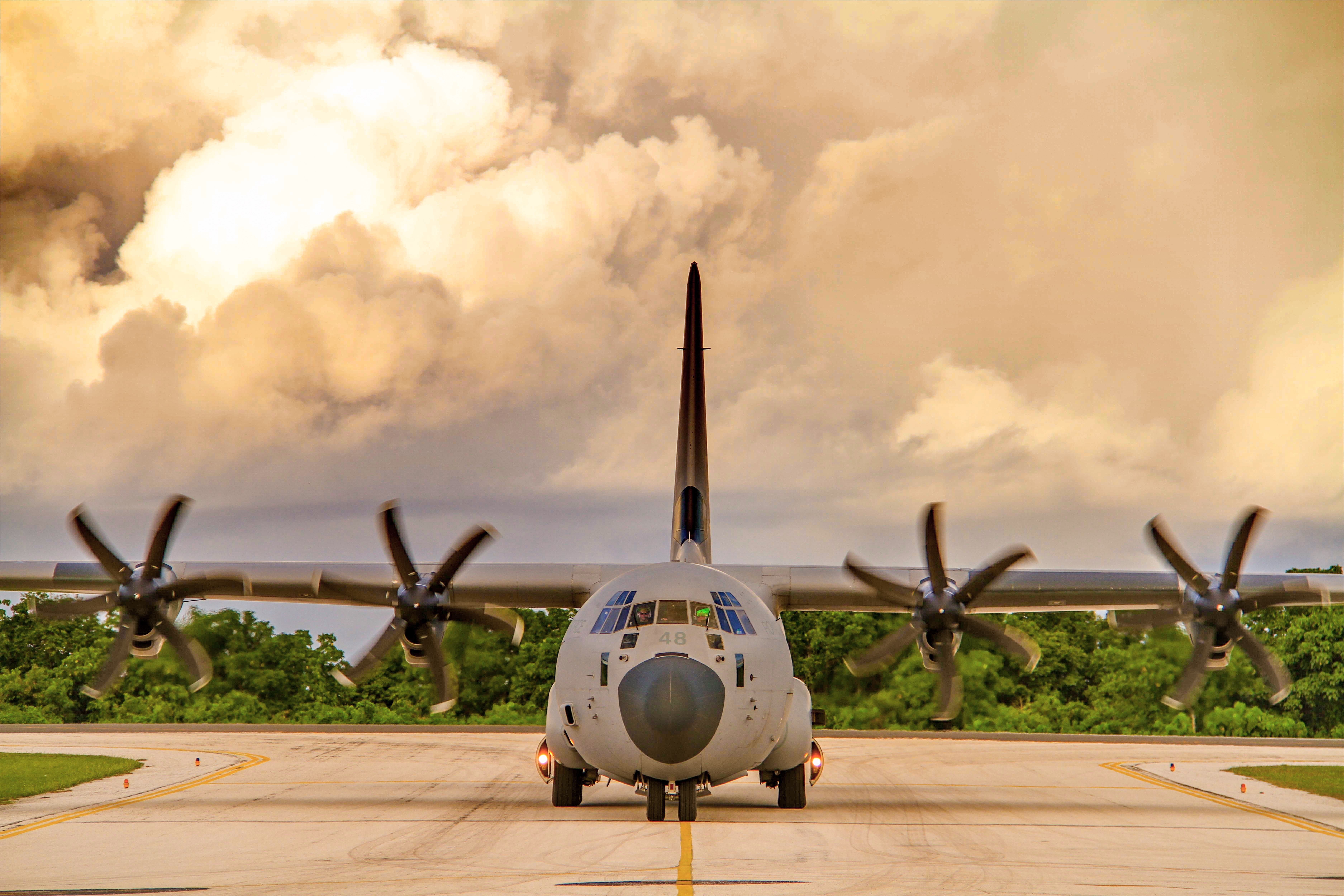
Hercules de la Real Fuerza Aérea Australiana en el aeropuerto de la Isla

### Transporte aéreo
La mayoría de los vuelos son semanales a Perth en Australia y a Malasia.

### Transporte por carretera
Hay un nuevo centro de reconstrucción en la colina de fosfato levantado por el condado de la Isla de Navidad. Hay servicio de taxi. La red de carreteras recorre gran parte de la isla y es, mayormente, de buena calidad. Sin embargo, para tener acceso a ciertos lugares apartados selváticos y playas aisladas, se necesita circular en vehículos todoterreno.

## Demografía

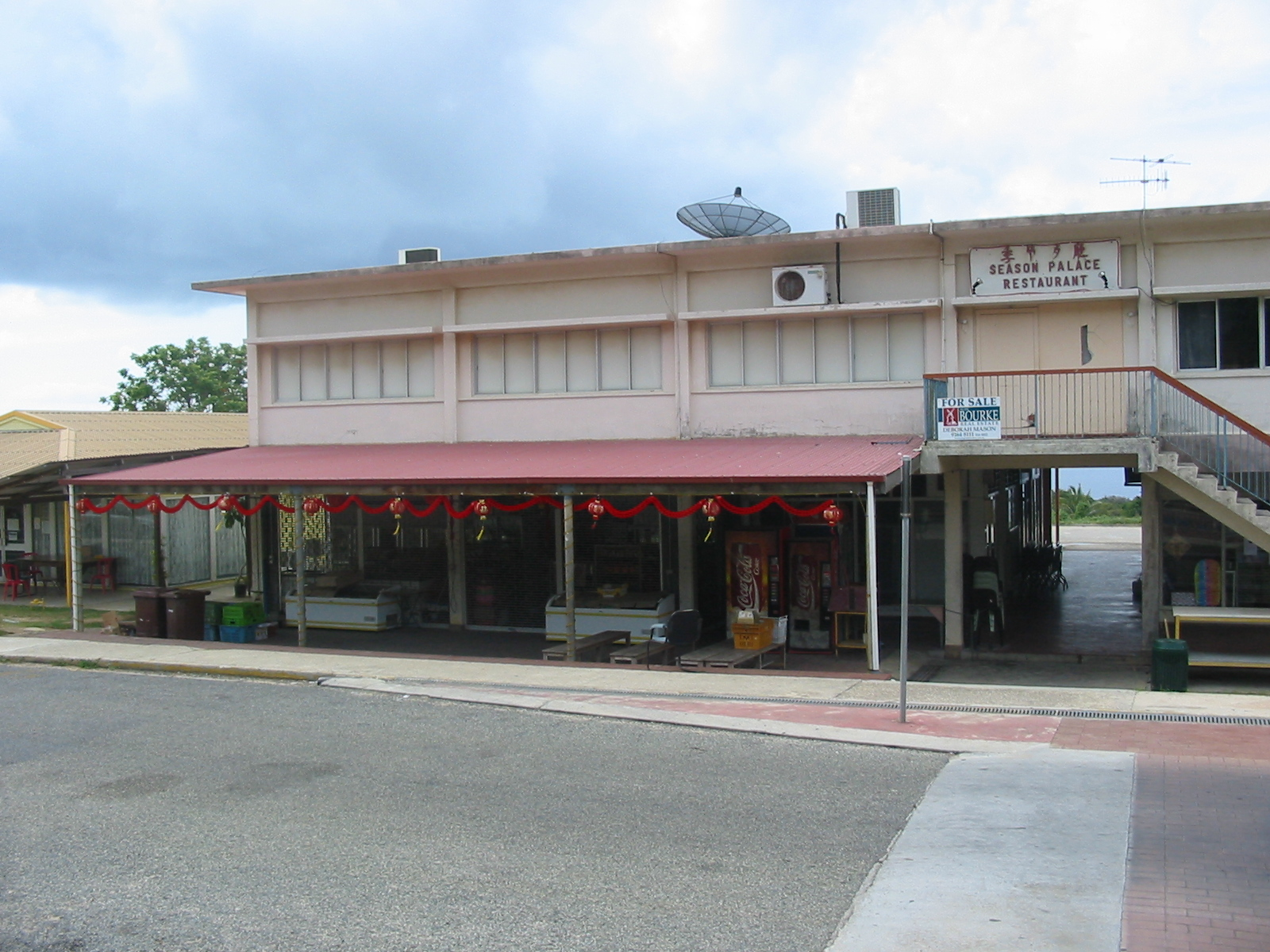
Tiendas de la localidad de Poon Saan.

En 2006, la población estimada es de 1 493 habitantes. (La Oficina de Estadística de Australia informa de una población de 1 508 según el censo de 2001). La localidad más grande es también la capital: Flying Fish Cove o The Settlement, que fue el primer establecimiento inglés en la isla, fundado en 1888. Actualmente cuenta con una población estimada de 1 072 habitantes.

### Etnias
Históricamente, la mayoría de los habitantes de la isla de Navidad eran de origen chino, malayo e indio procedentes de Singapur, los primeros colonos permanentes. En la actualidad, la mayoría de los residentes son chinos, con un número significativo de australianos europeos y malayos, así como pequeñas comunidades indias y euroasiáticas. Los principales idiomas de la isla de Navidad son el inglés, el chino y el malayo.
Desde principios del siglo XXI y hasta la actualidad, los europeos se han limitado principalmente al asentamiento, donde hay un pequeño supermercado y varios restaurantes; los malayos viven en la Cala del Pez Volador, también conocida como Kampong; y los chinos residen en Poon San (que en mandarín significa "en medio de la colina").
| Religión     | 2011  | 2016  |
| ------------ | ----- | ----- |
| Islam        | 14.8% | 19.4% |
| Budistas     | 16.8% | 18.1% |
| Católicos    | 10.8% | 8.9%  |
| Sin Religión | 9.2%  | 15.2% |
| No declara   | 48.4% | 38.4% |

### Religión
Las creencias religiosas son diversas e incluyen el budismo, el taoísmo, el cristianismo, el islam y el confucianismo. Hay una mezquita, una iglesia cristiana, un centro baháʼí y una veintena de templos y santuarios chinos, que incluyen siete templos budistas (como el Monasterio de Guan Yin (观音寺) en Gaze Road), diez templos taoístas (como el de Soon Tian Kong (顺天宫) en South Point y el Templo de Grants Well Guan Di) y santuarios dedicados a Na Tuk Kong o Datuk Keramat en la isla. Hay muchas fiestas religiosas, como el Festival de Primavera, Chap Goh Meh, el Festival Qingming, el Festival Zhong Yuan, Hari Raya, Navidad y Pascua.

### Educación
En la isla se ubica la Christmas Island District High School.
La guardería se encuentra en el Centro de Recreo.
La isla tiene una biblioteca pública.

## Cultura

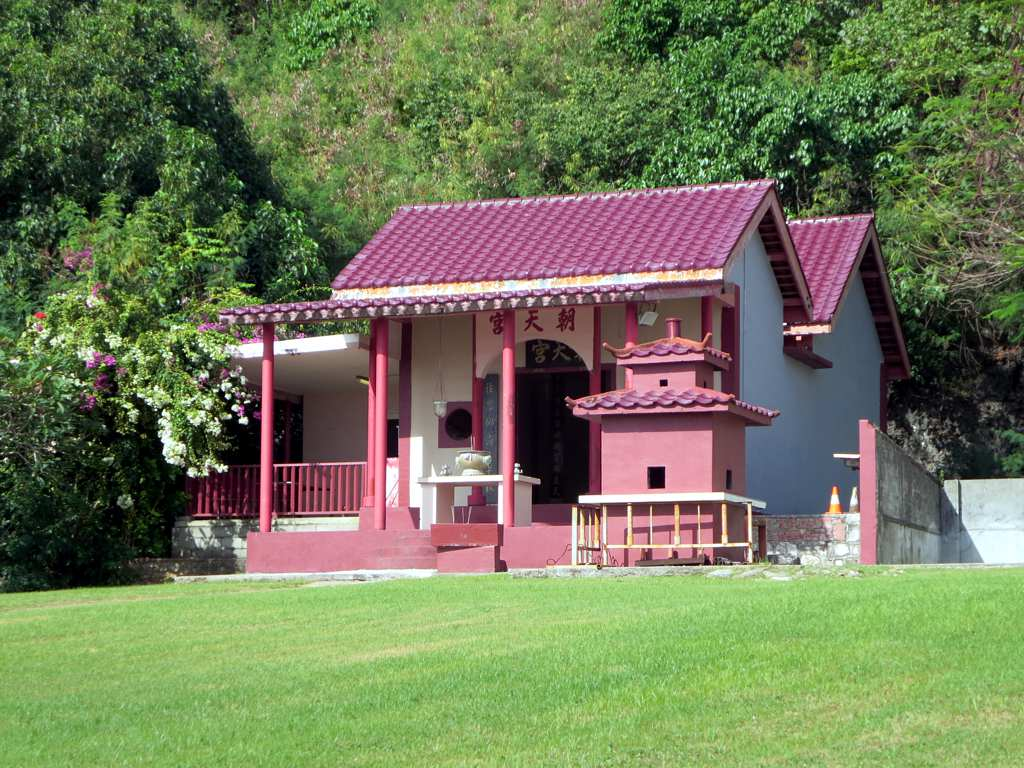
Templo Tai Pak Kong de la comunidad china de la Isla de Navidad

La población de la Isla de Navidad conserva muchas de las raíces culturales de los grupos étnicos que la componen, principalmente chinos, malayos y australianos. De este modo, en la isla conviven musulmanes, budistas y cristianos, cada uno celebra sus propias festividades y mantiene sus costumbres y tradiciones. Aparte de las festividades públicas celebradas en Australia, en la Isla de Navidad también se conmemoran festivales como el Hari Raya Puasa y Hari Raya Haji, el Año Nuevo chino, el Festival de las Almas Hambrientas y el Festival del pastel de luna.

### Deporte
El cricket y el rugby son los dos principales deportes organizados en la isla.
El Christmas Island Cricket Club se fundó en 1959 y ahora se conoce como Christmas Island Cricket and Sporting Club. En 2019 el club celebró su 60 aniversario. El club inscribió a su primer equipo representativo en la Semana del País de la WACA en 2020, donde quedaron subcampeones en la división F.
La liga de rugby está creciendo en la isla: el primer partido se jugó en 2016, y un comité local, con el apoyo de la NRL de Australia Occidental, está dispuesto a organizar partidos con las cercanas Islas Cocos y a crear una competición de liga de rugby en la zona del océano Índico.

## Medios de comunicación
La isla de Navidad tiene acceso a una serie de modernos servicios de comunicación.
Las emisiones de radio de Australia incluyen ABC Radio National, ABC Kimberley, Triple J y Red FM. Todos los servicios se prestan mediante enlaces por satélite desde el continente. El Internet de banda ancha se puso a disposición de los abonados en las zonas urbanas a mediados de 2005 a través del proveedor local de servicios de Internet, CIIA (antes dotCX).
La isla de Navidad, debido a su proximidad con los vecinos del norte de Australia, se encuentra dentro de muchas de las huellas de los satélites de la región. Esto da lugar a unas condiciones ideales para recibir diversas emisiones asiáticas, que los lugareños prefieren a veces a las que emanan de Australia Occidental. Además, las condiciones ionosféricas son propicias para las transmisiones de radio terrestre, desde HF hasta VHF y a veces hasta UHF. La isla alberga un pequeño conjunto de equipos de radio que abarcan una buena parte del espectro utilizable. En la isla se emplean diversos sistemas de antenas propiedad del gobierno y operados por él para aprovechar esta situación.

### Televisión
Las emisoras de televisión digital en abierto de Australia emiten en la misma zona horaria que Perth, y lo hacen desde tres lugares distintos. Entre los canales que es posible sintonizar se encuentran ABC SBS	WAW WOW y WDW.

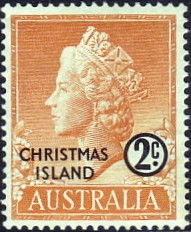
Sello postal de la Isla de Navidad de 1958.

### Telecomunicaciones
Los servicios telefónicos los presta Telstra y forman parte de la red australiana con el mismo prefijo que Australia Occidental, Australia Meridional y el Territorio del Norte (08).Un sistema de telefonía móvil GSM en la banda de 900 MHz sustituyó a la antigua red analógica en febrero de 2005.

### Periódicos
El Shire of Christmas Island publica un boletín quincenal, The Islander. No hay periódicos independientes.

### Sellos de correos
En 1901 se abrió una agencia postal en la isla que vendía sellos de los Asentamientos del Estrecho. Tras la ocupación japonesa (1942-1945), se utilizaron sellos postales de la Administración Militar Británica, y luego sellos de Singapur.
En 1958, la isla recibió sus propios sellos postales tras ser puesta bajo custodia australiana. Tuvo una gran independencia filatélica y postal, gestionada primero por la Comisión de Fosfatos (1958-1969) y luego por la administración de la isla (1969-1993). Esto terminó el 2 de marzo de 1993, cuando Australia Post se convirtió en el operador postal de la isla; los sellos de la Isla de Navidad pueden utilizarse en Australia y los sellos australianos pueden utilizarse en la isla.